# 대한민국 민법 제751조
대한민국 민법 제751조는 재산이외의 불법행위 손해의 배상에 대한 민법 채권법 각칙 불법행위법 조문이다.

## 조문
제751조 (재산이외의 손해의 배상)
① 타인의 신체, 자유 또는 명예를 해하거나 기타 정신상 고통을 가한 자는 재산이외의 손해에 대하여도 배상할 책임이 있다.
② 법원은 전항의 손해배상을 정기금채무로 지급할 것을 명할 수 있고 그 이행을 확보하기 위하여 상당한 담보의 제공을 명할 수 있다.

第751條(財産 以外의 損害의 賠償) ① 他人의 身體, 自由 또는 名譽를 害하거나 其他 精神上苦痛을 加한 者는 財産 以外의 損害에 對하여도 賠償할 責任이 있다.
②法院은 前項의 損害賠償을 定期金債務로 支給할 것을 命할 수 있고 그 履行을 確保하기 爲하여 相當한 擔保의 提供을 命할 수 있다.

Article 751 (Nonpecuinary Damages) 1. A tortfeasor harming other's body, freedom or reputation or causing mental distress is liable for nonpecuniary loss.
2. The court could order damages in regular term payments and require a collateral to secure the performance.

## 비교 조문
일본민법 제710조 (재산이외의 손해의 배상) 타인의 신체, 자유 또는 명예를 침해한 경우 또는 타인의 재산권을 침해한 경우의 어느 것이나를 묻지 않고, 전조의 규정에 의해 손해배상의 책임을 지는 자는 재산 이외의 손해에 대하여도 그 배상을 하여야 한다.

## 참고 문헌
- 오현수, 일본민법, 진원사, 2014. ISBN 9788963463452
- 오세경, 대법전, 법전출판사 , 2014 ISBN 9788926210277
- 이준현 , LOGOS 민법 조문판례집, 미래가치, 2015. ISBN 9791155020869

## 같이 보기
- 인격권
- 명예훼손
- 대한민국 민법 제764조 (명예훼손의 경우의 특칙)